# Princesa visitando un monasterio
Princesa visitando un monasterio o Una princesa visitando un convento (en ruso: Посещение царевной женского монастыря, romanizado: Poseshchénie tsarévnoi zhénskogo monastyriá) es el último gran lienzo del pintor ruso Vasili Súrikov.

## Tema de la obra
Súrikov ideó esta obra después de leer «La vida doméstica de los zares rusos», de Iván Zabelin. Antes de Pedro I de Rusia, las hijas del Zar no podían casarse. La iglesia rusa prohibía su matrimonio con príncipes extranjeros por ser de otra religión, mientras que la unión con un vasallo era considerada indigna de su alto estatus. Su único futuro digno era ingresar en un convento, lo que explica sus visitas al mismo, que recibiría una cuantiosa dote cuando ingresara. 

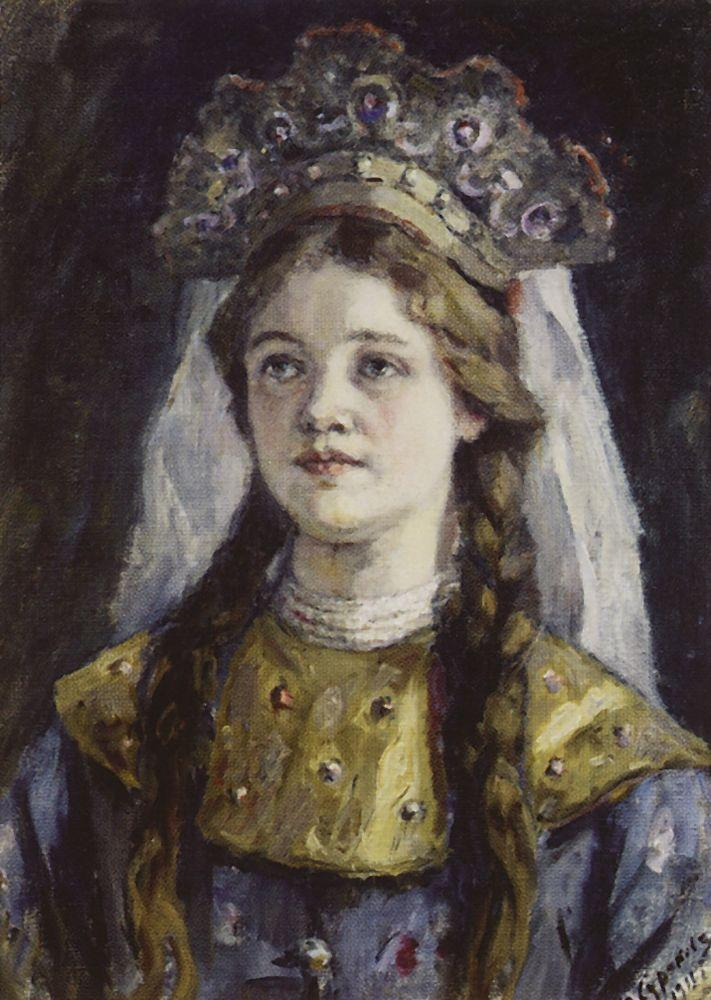
Detalle de la figura central

### Datos técnicos y registrales
- Moscú, Galería Tretiakov, n º. invent. Zh-158.
- Pintura al óleo sobre lienzo.
- Datación: 1912.
- Dimensiones: 144 × 202 cm.
- Firmado en el ángulo inferior izquierdo: V. Súrikov,1912.[3]

### Descripción de la obra
La escena se desarrolla en una estancia con iconos enmarcados en oro, reflejando multitud de velas encendidas sobre magníficos candelabros. El punto focal de la composición es la princesa —de rostro casi infantil— que muestra una fe sincera. Lleva un vestido propio de la realeza rusa, de brocado, con un amplio cuello dorado. Los tonos fríos dominan en el brillo plateado del brocado, en el brillo de las perlas y en el verde oscuro de las esmeraldas. Por el contrario, el cuello está representado en tonos cálidos, de un marrón dorado, bañado por el resplandor carmesí procedente de los rubíes de la corona. Todo ello crea un armonioso vínculo entre la corona, el collar y las trenzas rubias de la joven.
Detrás de la princesa y a la derecha del lienzo está su séquito: una dama —con un gorro de piel y un colorido pañuelo— que parece vigilar cualquier posible desviación del ceremonial. Detrás de sí se halla una vivaz joven, cubierta con un pañuelo blanco. Otra acompañante está en el fondo. El negro hábito de las monjas contrasta con la brillantez de la princesa. A la derecha del lienzo —delante de un gran candelero— una monja hace una reverencia. El resto de la congregación está detrás y a la derecha de la princesa. La superiora —detrás de un candelabro — lleva un libro en su mano izquierda, y mira con interés a la princesa. Dos monjas están reverentemente inclinadas, y el resto muestran curiosidad, envidia o apatía.